# 231 C Nord "Super-Pacific"

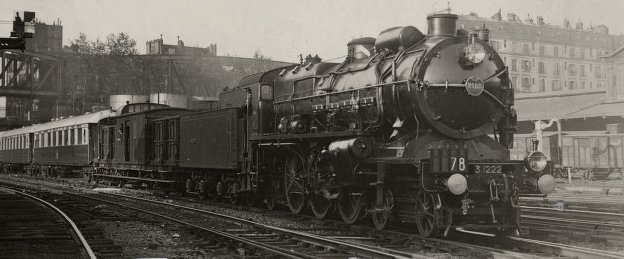
Machine 3.1222 en tête du fameux train "Flèche d'Or

La Pacific 231 C  ou SuperPacific est la dénomination d'un ensemble de séries de locomotives à vapeur de vitesse qui servirent de longues années, de 1923 à la fin de la vapeur vers 1968, sur le réseau Nord de la France et en Belgique.

## Histoire et Description
Après la Première Guerre mondiale, le poids des trains ne cessant de s’accroître, la Compagnie du Nord cherche à améliorer ses Pacific d'avant Guerre qui ne sont plus suffisantes face à des trains qui vont bientôt dépasser les 500 ou 600 tonnes. 
Les ingénieurs du Nord, reprennent donc des études commencées avant guerre par Gaston du Bousquet et commandent dès 1920 une nouvelle série de locomotives : les 3.1201 à 3.1240 qui seront livrées en 1923.
Dérivées en partie du type Nord de 1911, elles se montrent rapidement de bonnes locomotives et prennent en charge la majeure partie des Express les plus prestigieux et lourds comme la Flèche d'Or.
Comme toutes les machines Compound les plus prestigieuses, elles étaient décorées en couleur chocolat avec des filets crème qui, dit-on, rappelaient la livrée des employés de la famille Rothschild ayant des intérêts dans cette compagnie.
Trois séries composent les Pacific Nord. Numérotées 3.1201 à 3.1290 puis 2-231 C 1 à 88 à la SNCF (le "2" précédant le tiret indiquant la région Nord), elles sont conçues pour remorquer des trains rapides et express de plus de 600 tonnes sur de longues distances et ce en dépassant 110 ou 120 km/h. Leurs exceptionnelles performances leurs valurent rapidement le surnom de Super Pacific, nom officiellement adopté par la Compagnie.

## Première série 3.1201 à 3.1240

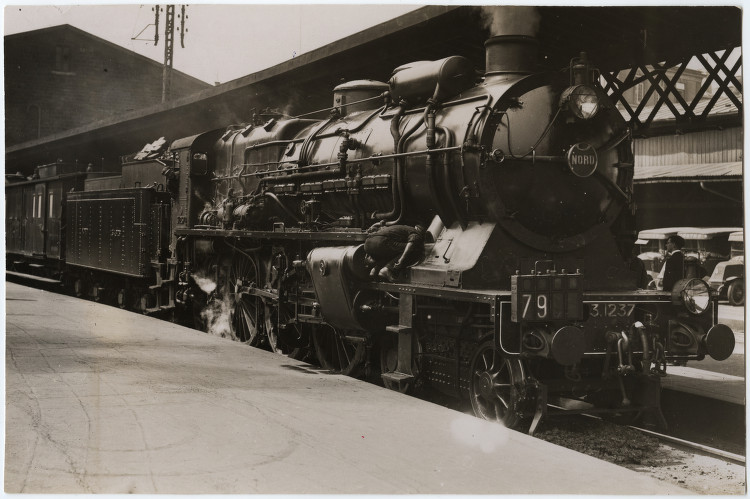
Locomotive N°3.1237 en Gare du Nord en 1927

Numéros SNCF 2-231 C 1 à 40. Réceptionnées entre 1923 et 1925.

## Deuxième série 3.1241 à 3.1248
Numéros SNCF 2-231 C 41 à 48. Réceptionnées en 1930.

## Troisième série 3.1251 à 3.1290
Numéros SNCF 2-231 C 49 à 88. Réceptionnées entre 1930 et 1931.

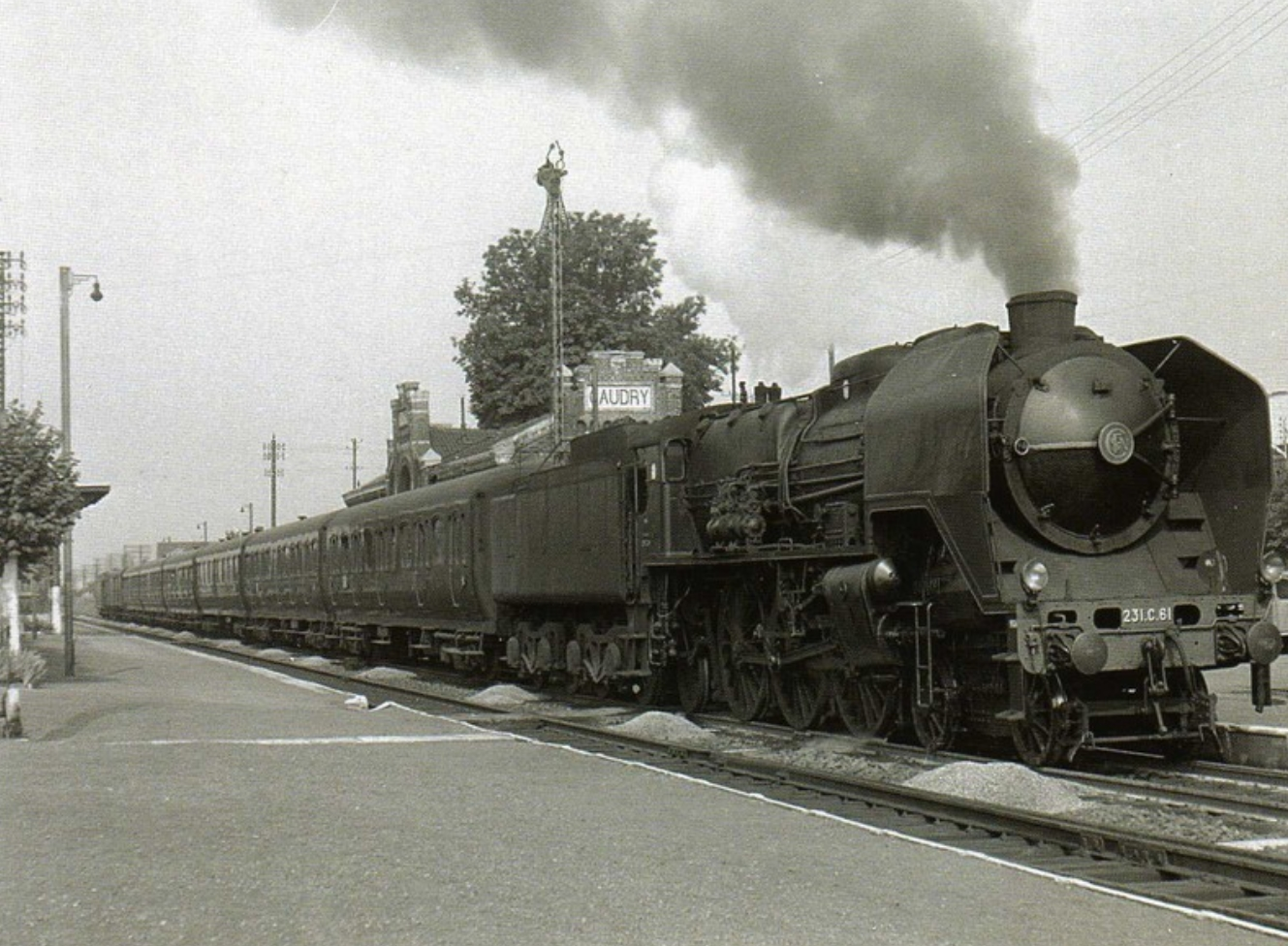
Locomotive 231 C 61 de l'ultime type "Super-Pacific"

## Prototypes 3.1249 et 3.1250
Numéros SNCF 2-231 D 1 et 2. Réceptionnées en 1930 et 1931. Elles se distinguent par leur distribution par cames rotatives Dabeg et Caprotti puis Cossard.

## Succession
Ces séries ne furent surpassée sur le réseau Nord que par la Pacific 231 E, conçue par André Chapelon par modification d'une série de locomotives du réseau du PO.
Cet autre ingénieur de grand talent aimait à dire qu'il avait « nordifié » cette série de locomotives par une recherche constante du plus haut rendement possible.
En particulier, Chapelon avait contribué à un meilleur échappement des fumées par un modèle d'échappement (le Kylchap, dont le nom reprenait celui des deux ingénieurs qui l'ont créé, Kylälä et Chapelon) et par la diminution des pertes de charges dans les conduits de vapeur au moyen de plus grandes sections de passage.

## Machine préservée
Un seul exemplaire d'une 3.1200 (231 C 78 anciennement 3.1280)  Inscrit MH (2018) DE CASO reste à ce jour visible. Elle est en cours de restauration au C.M.C.F à OIGNIES dans le Pas-de-Calais. Elle devrait être remise en état de rouler sur le réseau Français dans quelques années. Comme toutes les machines à vapeur en cours de restauration, les coûts sont importants.